# Helosis
Helosis es un género monotípico de plantas parásitas, perteneciente a la familia Balanophoraceae. Su única especie: Helosis cayennensis (Sw.) Spreng., es originaria de Centroamérica y Sudamérica.

## Descripción
Tiene tubérculos subterráneos de 4–5 cm de largo y 3–4 cm de ancho, los tallos supraterráneos que llevan la inflorescencia de 5–15 cm de largo y 0.5 cm de diámetro; plantas monoicas. Inflorescencia elipsoide-ovoide, 2–5 cm de largo y 1–2 cm de ancho, cubierta por los escudos de las brácteas pecioladas, escudos hexagonales, aplanados y marginalmente adheridos, tempranamente caducos, cada bráctea envolviendo una rama extremadamente deprimida y apenas visible, delimitada por líneas imaginarias entre los pecíolos de 4 brácteas vecinas; rama bisexual y proterógina, flores embebidas en una capa de tricomas delgados, angostamente claviformes; flores masculinas con perianto tubular, 3-lobado, con segmentos ligulados, estambres 3, filamentos unidos en una columna tubular, insertos en el tubo del perianto, anteras connadas en un sinandro 9-locular; flor femenina con perianto adnado al ovario, 2 segmentos cortos y ampliamente ligulados sobresalientes encima del ovario, estilos 2, filiformes, apareciendo por arriba de la capa de tricomas.

## Taxonomía
Helosis cayennensis fue descrita por (Sw.) Spreng.  y publicado en Systema Vegetabilium, editio decima sexta 3: 765. 1826.
Variedades
- Helosis cayennensis var. mexicana (Liebm.) B.Hansen

Sinonimia
- Caldasia brasiliensis (Schott & Endl.) Kuntze
- Cynomorium cayennense Sw.
- Helosis brasiliensis Schott & Endl.
- Helosis guyanensis f. brasilensis (Schott & Endl.) Eichler
- Helosis guyannensis Rich.
- Helosis guyannensis var. andicola Hook.f.
- Helosis mexicana var. andicola (Hook.f.) Eichler[2]

var. mexicana (Liebm.) B.Hansen
- Caldasia mexicana (Liebm.) Kuntze
- Helosis aquatica Mutis ex Hook. f.
- Helosis cayennensis subsp. mexicana (Liebm.) Eberwein
- Helosis cayennensis subsp. mexicana (Liebm.) B. Hansen
- Helosis guyanensis var. andicola Hook. f.
- Helosis guyanensis f. andicola (Hook. f.) Eichler
- Helosis mexicana Liebm.